# 深谷盛房
深谷 盛房（ふかや もりふさ）は、江戸時代中期から後期にかけての旗本。上杉盛房とも呼ばれる。

## 略歴
家系は武蔵国の守護大名上杉氏の傍流である、深谷上杉家の子孫であった。
明和4年（1767年）、深谷盛朝の三男として誕生した。天明3年（1783年）に長兄の盛牝が早世したため、兄の跡を継いだ。
徳川家斉が将軍を襲封すると、盛房は重用された。寛政9年（1797年）に30歳で小納戸役となり、以後文政2年（1819年）二丸留守居、天保2年（1831年）に京都町奉行を歴任し、さらに天保8年（1837年）に66歳で勘定奉行、弘化元年（1844年）73歳で旗本最高役職とも言われる大目付に、と高齢になっても才を買われて幕府重職を歴任した。
海防掛も兼任し、嘉永6年（1853年）のアメリカ合衆国使節のペリー来訪、いわゆる「黒船来航」時は穏便な方針を主張したとされる。

大目付在任中の嘉永7年（1854年）6月、87歳まで勤めた大目付を老年のために致仕し、間もなく没した。
長子は早世しており、後は別の子の盛徳が継いだ。

## 登場作品
テレビドラマ
- 『篤姫』（2008年、NHK大河ドラマ、演：野村信次）